# По следам героя
«По следам героя» — советский немой детский фильм 1935 года режиссёра Владимир Немоляева.

## Сюжет
В подмосковном детдоме ребята узнают о подвиге героических челюскинцев и спасших их лётчиках. Под впечатлением они решают построить самолёт из салазок, старенького зонта и планок. Когда юные авиаторы узнают, что в соседний город приезжает сам Василий Молоков, то решают подарить ему свой самодельный самолёт. Рано утром, естественно, сбежав из детдома никого не предупредив, отправляются в свой «ледовый поход» через лес и метель. А в детдоме тревога, пропавших детей ищут, обрывают телефоны, на розыски отправляется сторож детдома Данилыч. После череды приключений ребята встретились с героем, хотя для этого им пришлось проникать в театр, где происходила встреча с героем, по пожарной лестнице. Молоков, приняв подарок, в ответ покатал ребят на своей машине, отвезя их обратно в детдом, и даже строгая воспитательница тётя Маша не ругала ребят за их «подвиги».

## В ролях
- Василий Молоков — Герой Советского Союза летчик-челюскинец Молоков в роли самого себя
- Вера Окунева — тётя Маша, воспитательница детдома
- Василий Ванин — Данилыч, сторож детдома
- Михаил Жаров — милиционер
- Александр Тимонтаев — пожарный-трубач
- Серёжа Хандажевский — Васька Шмидт
- Г. Васкес — Петька Окунь
- Игорь Бут — Рыжик

## Критика
По замыслу фильм мог бы стать неплохой новеллой из жизни советских детей. Сюжет его развивается естественно и живо. Но в нем нет той простоты и внутренней серьезности, которые необходимы для художника, когда он говорит о детях и выводит их в своих произведениях.
Картина не в меру сентиментальна. В ней звучат фальшивые ноты. Показывая игры детей, заставляя их произносить необходимые ему реплики, автор всюду расставляет восклицательные знаки. «Посмотрите, какие они умные и милые энтузиасты, совсем как взрослые!» — такая авторская реплика все время как бы звучит за кадром.

Фильм разыгрывается почти целиком силами детей. Но режиссёр не сумел использовать маленьких исполнителей. Он заставляет их играть свои роли так, как если бы они были взрослыми актерами. Временами кажется, что они искоса поглядывают на себя в невидимое зеркало: чересчур резка и подчеркнута их интонация, слишком закруглен жест, излишне развязны движения и не в меру наивен взгляд, устремленный с экрана в зрительный зал.— Алперс Б. В.